# 德尔托纳 (佛罗里达州)
德尔托纳（英語：Deltona），是美国佛罗里达州沃盧西亞縣下属的一座城市。建立于1995年。面积约为106.4平方公里（约合41.1平方英里）。根据2010年美国人口普查，该市有人口85,182人。论人口在本州排行第24。